# Obornicki
Obornicki là một huyện thuộc tỉnh Wielkopolskie của Ba Lan. Huyện có diện tích 711 km². Đến ngày 1 tháng 1 năm 2011, dân số của huyện là 57430 người và mật độ 81 người/km².